# 砷化物
砷化物（Arsenide）是含有负三价砷离子（As3−）的化合物，一般由金属与砷反应生成，易被水或酸分解而产生砷化氢。常见的砷化物有砷化镓、砷化铂等。